# Erriyon Knighton
Erriyon Knighton (né le 29 janvier 2004 à Tampa) est un athlète américain spécialiste du 100 mètres et du 200 mètres. Il détient actuellement le record du monde junior du 200 m en 19 s 69 et la meilleure performance mondiale cadet sur 200 m en 19 s 84. Il détient les 10 meilleures performances U20 sur 200 m, qui sont toutes en dessous des 20 secondes.
Aux Championnats du monde, il a décroché une médaille de bronze en 2022 et une d'argent en 2023. 

## Biographie
Étudiant au lycée Hillsborough High School à Tampa en Floride, Erriyon Knighton joue d'abord au football américain en tant que wide receiver, avant que son entraîneur Joseph Sipp ne lui conseille de s'essayer au sprint. En 2020, le jeune lycéen établit un premier record sur 200 m en 20 s 33, ce qui lui permet de signer son premier contrat avec la marque Adidas. Au début de l'année 2021, il décide de passer professionnel, tout en poursuivant ses études. 

### Record du monde junior du 200 m et4eplace aux Jeux olympiques à 17 ans (2021)
Knighton se révèle au grand public le 31 mai 2021, lorsqu'il bat en 20 s 11 l'officieux record du monde cadet du 200 m qui appartenait jusque-là à la légende jamaïcaine Usain Bolt, lequel avait réalisé 20 s 13 en juillet 2003 à l'âge de 16 ans,. Le 25 juin, lors des séries du 200 m des sélections olympiques américaines disputées à Eugene, l'Américain porte son propre record à 20 s 04 en relâchant dans les derniers mètres, terminant devant le champion du monde en titre Noah Lyles et le médaillé de bronze mondial du 400 m Fred Kerley. En demi-finale, il descend pour la première fois de sa carrière sous la barrière des 20 secondes avec le temps de 19 s 88, ce qui lui permet non seulement d'améliorer son record du monde cadet, mais aussi le record du monde juniors, qui appartenait depuis 2004 à Usain Bolt en 19 s 93. Ce dernier l'avait établi à 17 ans et était jusqu'alors le seul athlète junior à être descendu sous les 20 secondes. Enfin, en finale, il abaisse une nouvelle fois son record en 19 s 84 pour terminer à la troisième place derrière Noah Lyles et Kenny Bednarek, et donc devenir le plus jeune athlète masculin américain qualifié pour les Jeux Olympiques depuis Jim Ryun en 1964.
Aux Jeux Olympiques de Tokyo, Knighton remporte facilement sa série en 20 s 55, de même que sa demi-finale en 20 s 02 qu'il conclut tout en relâchement. En finale, l'Américain franchit la ligne d'arrivée en 19 s 93 mais échoue au pied du podium derrière le Canadien Andre de Grasse et ses deux compatriotes Bednarek et Lyles.

### Cinquième performeur mondial de tous les temps et médaillé de bronze aux Mondiaux d'Eugene (2022)

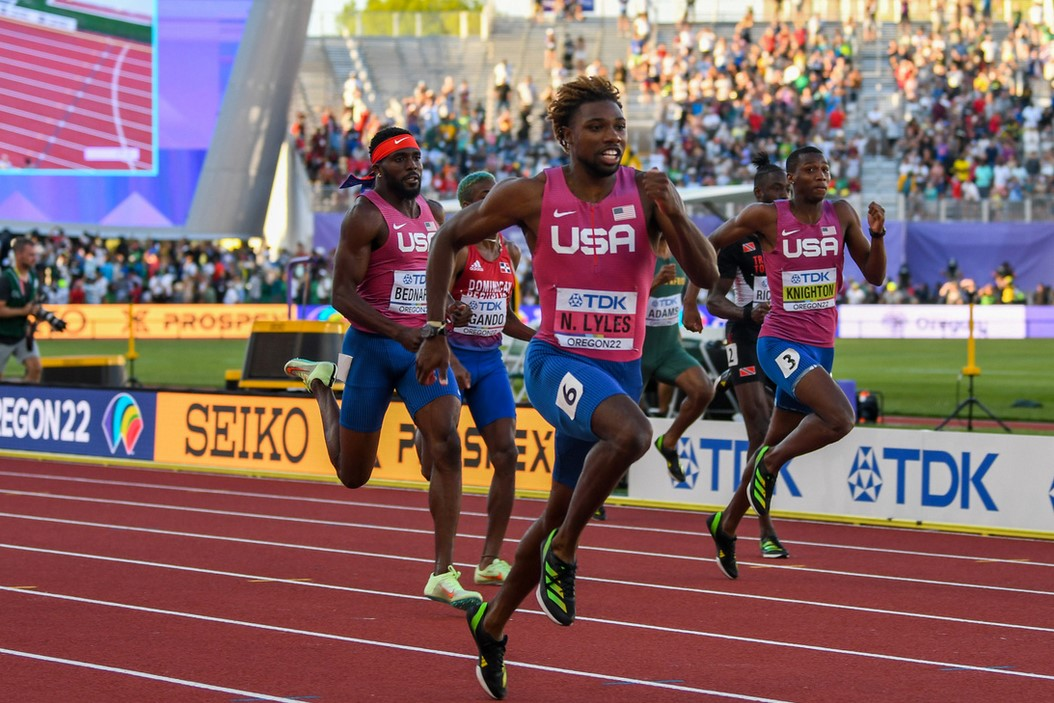
Erriyon Knighton (à droite) devancé par Noah Lyles et Kenneth Bednarek en finale du 200 m des championnats du monde 2022.

Le 16 avril 2022 à Gainesville, il porte son record personnel sur 100 mètres à 10 s 04. Le 30 avril 2022, lors du LSU Invitational à Baton Rouge, pour ce qui constitue son premier 200 m de la saison, Erriyon Knighton parcourt la distance en 19 s 49 (+ 1,4 m/s) et devient le quatrième meilleur performeur de l'histoire, derrière Usain Bolt, Yohan Blake et Michael Johnson,. 
Fin juin à Eugene au cours des championnats des États-Unis, il se classe deuxième de l'épreuve du 200 m en 19 s 69, à deux centièmes de seconde de Noah Lyles, et obtient sa qualification pour les championnats du monde 2022. Un mois plus tard, lors des Mondiaux de Eugene, Knighton réalise le deuxième meilleur temps des demi-finales en 19 s 77, avant de se classer troisième de la finale en 19 s 80, devancé par ses compatriotes Noah Lyles et Kenneth Bednarek pour ce qui constitue le deuxième triplé américain de l'histoire sur cette distance après 2005.

### Médaillé d'argent aux Mondiaux de Budapest (2023)
Lors des Mondiaux de Budapest en août 2023, Erriyon Knighton monte une nouvelle fois sur un podium mondial en terminant deuxième de la finale du 200 m en 19 s 75. Il est à nouveau battu par Noah Lyles, qui s'impose sans trembler en 19 s 52.

### Testé positif puis blanchi et4eplace aux Jeux olympiques (2024)
Pour son début de saison, il participe pour la première fois à un 200 m en salle à Liévin, en France, où il s'impose avec un temps de 20,21 secondes.
Le 26 mars, Knighton est provisoirement suspendu par l'Agence américaine antidopage (USADA) après un contrôle positif à un métabolite de la trenbolone, un stéroïde anabolisant (catégorie S1 de la liste des produits interdits, substance non spécifiée). Cette suspension met en péril sa participation aux sélections olympiques américaines. Cependant, en juin, l'USADA l'innocente après avoir conclu que le résultat positif était dû à la consommation de viande contaminée par la trenbolone, lui permettant ainsi de participer aux sélections américaines. Cette affaire n'est rendue publique que le 17 juin.
Lors des sélections olympiques américaines, il se classe troisième sur 200 m avec un temps de 19,77 secondes, obtenant ainsi sa qualification pour les Jeux olympiques d'été de 2024 à Paris.
Durant les Jeux Olympiques de Paris, il remporte aisément sa série avec un temps de 19 s 99 signant ainsi le deuxième meilleur chrono des séries. En demi-finale il se classe premier en 20 s 09, après une bataille serrée avec le Zimbabwéen Tapiwanashe Makarawu et le Libérien Joseph Fahnbulleh malgré un relâchement à quelques mètres de l'arrivée. En finale, l'Américain franchit la ligne d'arrivée en 19 s 99 échouant une nouvelle fois au pied du podium derrière le Botswanais Letsile Tebogo et ses deux compatriotes Kenneth Bednarek et Noah Lyles.

## Palmarès

### International
| Date | Compétition           | Lieu             | Résultat | Épreuve | Temps   |
| ---- | --------------------- | ---------------- | -------- | ------- | ------- |
| 2021 | Jeux olympiques       | Tokyo            | 4e       | 200 m   | 19 s 93 |
| 2022 | Championnats du monde | Eugene           | 3e       | 200 m   | 19 s 80 |
| 2023 | Championnats du monde | Budapest         | 2e       | 200 m   | 19 s 75 |
| 2023 | Ligue de diamant      | Ligue de diamant | 3e       | 200 m   | 19 s 97 |
| 2024 | Jeux olympiques       | Paris            | 4e       | 200 m   | 19 s 99 |

### National
| Date | Compétition                              | Lieu   | Résultat | Épreuve | Temps   |
| ---- | ---------------------------------------- | ------ | -------- | ------- | ------- |
| 2021 | Championnats des États-Unis d'athlétisme | Eugene | 3e       | 200 m   | 19 s 84 |
| 2022 | Championnats des États-Unis d'athlétisme | Eugene | 2e       | 200 m   | 19 s 69 |
| 2023 | Championnats des États-Unis d'athlétisme | Eugene | 1er      | 200 m   | 19 s 72 |
| 2024 | Championnats des États-Unis d'athlétisme | Eugene | 3e       | 200 m   | 19 s 77 |
| 2025 | Championnats des États-Unis d'athlétisme | Eugene | 5e       | 200 m   | 19 s 97 |

## Records personnels
| Épreuve | Performance | Vent      | Lieu        | Date          |
| ------- | ----------- | --------- | ----------- | ------------- |
| 100 m   | 10 s 04     | - 0,1 m/s | Gainesville | 16 avril 2022 |
| 200 m   | 19 s 49     | + 1,4 m/s | Baton Rouge | 30 avril 2022 |
| 400 m   | 45 s 37     |           | Gainesville | 5 avril 2025  |

### Meilleures performances par année[18]
| Année | Temps   | Date          | Lieu            | Rang |
| ----- | ------- | ------------- | --------------- | ---- |
| 2019  | 11 s 08 | 3 mai 2019    | Jacksonville    |      |
| 2020  | 10 s 29 | 8 août 2020   | Satellite Beach | 93   |
| 2021  | 10 s 16 | 23 mai 2021   | Boston          | 97   |
| 2022  | 10 s 04 | 16 avril 2022 | Gainesville     | 47   |

| Année | Temps   | Date           | Lieu            | Rang |
| ----- | ------- | -------------- | --------------- | ---- |
| 2019  | 21 s 15 | 2 août 2019    | Greensboro      | 765  |
| 2020  | 20 s 33 | 7 août 2020    | Satellite Beach | 11   |
| 2021  | 19 s 84 | 27 juin 2021   | Eugene          | 6    |
| 2022  | 19 s 49 | 30 avril 2022  | Bâton-Rouge     | 2    |
| 2023  | 19 s 72 | 9 juillet 2023 | Eugene          | 3    |
| 2024  | 19 s 77 | 29 juin 2024   | Eugene          | 6    |